# ポルトガルの植民地戦争

植民地戦争時のポルトガル植民地

ポルトガルの植民地戦争（ポルトガル語: Guerra Colonial）は、1961年から1974年にかけてポルトガル（エスタド・ノヴォ）政府軍と、ポルトガルのアフリカ植民地の独立勢力との間で争われた戦争である。旧植民地では解放戦争（ポルトガル語: Guerra de Libertação）とも呼ばれる。

## 概要
第二次世界大戦の後、多くのヨーロッパ諸国が植民地の独立運動に手を焼いて独立を承認したのと対照的に、ポルトガルのエスタド・ノヴォ体制は数百年にわたる植民地支配を放棄しようとしなかった。これら植民地は1951年から1960年代にかけ、公式には海外州とされた。しかし、実質的には植民地時代とほぼ変わらぬ統治が続いており、それに不満を募らせた海外州の住民は徐々に独立運動を激化させ、1960年代には、多くの武装独立運動が出現し始めていた。それらの多くはCONCP傘下の共産主義政党によって率いられていた。独立運動は特にポルトガル領西アフリカ（アンゴラ）、ポルトガル領東アフリカ（モザンビーク）、ポルトガル領ギニア（ギニアビサウ）において活発となった。この戦争中に、数々の残虐行為が、戦争に関与した全ての勢力によって生じた。
戦争期間を通じて、ポルトガル政府は国際社会からの非難を受け、武器の禁輸措置や経済制裁にも対処せねばならなかった。独立ゲリラの統合組織にはアンゴラのMPLA、UNITA、FNLA、ギニアビサウのPAIGC、モザンビークのFRELIMOなどがあったが、独立戦争の成功は、これらの組織による戦果だけでなく、ポルトガル本国で1974年4月に起きたクーデター（カーネーション革命）の影響も大きい。ポルトガル軍部の一派MFAは終わりなき植民地戦争を終結させるべく、リスボンで蜂起、政権を掌握した。革命政府は植民地に残る軍を撤退させ、独立ゲリラへ迅速に支配権を明け渡した。
この1974年のカーネーション革命による戦争の終結は、新たな独立国からの、ヨーロッパ系、アフリカ系を問わず、数十万にのぼるポルトガル市民、軍関係者の引き揚げをもたらした 。最大の海外州であるアンゴラとモザンビークからは、百万人を超える人々が立ち退いた（レトルナードス）。この一連の移住は、平和裏に行われた移住のうち史上最大の規模であった。しかし、独立を勝ち取った旧植民地は順風満帆とはいかず、3か国いずれも凄惨な内戦（ギニアビサウ内戦、アンゴラ内戦、モザンビーク内戦）が数十年続き、数百万の死者および難民を生んだ。 経済や社会状況の悪化、共産主義による独裁、汚職、貧困、不平等、政策の失敗といった諸問題は、独立当初の情熱を腐敗させていった。社会秩序と経済発展の水準はポルトガル植民地時代と変わらず、むしろそれに追いつくことが独立後の課題となっている
。
ポルトガルは、1415年にセウタを攻略しアフリカ大陸に植民地を築いた最初の西欧国となったが、（飛び地領であるスペイン領のセウタとメリーリャを除いて）アフリカ大陸から撤退した最後の西欧国ともなった。ポルトガル旧植民地は独立国となり、アンゴラはアゴスティニョ・ネト、モザンビークはサモラ・マシェル、ギニアビサウではルイス・カブラルが大統領となった。

## 背景
第二次世界大戦後、アメリカ合衆国とソビエト連邦という二つの超大国は、思想的、経済的、軍事的にも自らの影響力を拡大するため、植民地支配に対抗する世界各地の反乱勢力を自陣営に取り込もうとした。アメリカはホールデン・ロベルトを指導者とするアンゴラ人民同盟（UPA）を支援。この支援を受けたUPAは拠点であるコンゴ民主共和国からアンゴラへ侵攻、ポルトガル人入植者だけでなく現地のアンゴラ人を多数虐殺した。これらの虐殺の証拠となる写真がその後国連にて開示された。白人、黒人を問わず、子供も首を切られているというものであった。アメリカのケネディ大統領はポルトガル首相サラザールへ、速やかに植民地を放棄するよう通告したという。しかしサラザールはこれを退け、海外領土を守るためにすぐに増援を送った。こうしてアンゴラでの植民地戦争が始まった。他のポルトガル植民地でもほぼ同様な流れで戦争が始まっている。
これの背景には、1955年にインドネシアのバンドンで開かれたアジア・アフリカ会議がある。この会議では植民地主義に関するフォーラムが開かれた。米ソ冷戦という世界状況のなか、独立したてで、同じような問題に直面している国々は、二つの超大国の間で、どちらの側につくのかという圧力に晒されていた。会議参加国は、いわゆる第三世界として、冷戦の勢力均衡を図り、彼ら自身の影響圏を確立することで、自らの利益と独立を保とうとした。この動きは、かつての植民地帝国の影響力を弱めることとなり、第三世界の結束を強めた。
1950年代後半、ポルトガル軍は、1926年以来の独裁政治による体制的矛盾を抱えていた。第二次世界大戦で中立を保ったポルトガルは、東西対立の蚊帳の外にあり、また、広大な海外領土とその住民を守るための負担も増大していた。1949年、ポルトガルはNATOの設立とともに原加盟国として参加し、NATO指揮下に入った。NATOの目的はソ連の侵攻から西ヨーロッパを守ることであり、このことは「国家にとっての生命線」たる海外領土におけるゲリラの反乱に対抗する上では、不要なものであった。しかしNATO加盟により、植民地戦争での作戦計画の立案および遂行を行う優秀な軍人が育成されることにもなった。彼らは"NATO世代"と呼ばれ、出世街道を進み、体制への忠誠心は希薄でありながら、すぐさま政府や軍の最も高い地位に就くことになった。
植民地戦争は、このようにして、西側の民主主義国家に強く影響を受けた軍部と、独裁体制の政治権力との間に断絶を作り上げていった。アメリカ政府の後ろ盾を受けた
、体制へのボテーリョ・モニスのクーデターをこの亀裂の始まりとみる研究者もいる。これを受けて、植民地での紛争に対処する独立した司令部が設けられることとなったが、これは後に、ポルトガルの陸・海・空三軍の協調の欠如を生む失策であった。

## 武力闘争
最初の紛争は1961年2月4日、アンゴラのザイーレ州、ウイジェ州、クアンザ・ノルテ州といった州で構成される、北部反乱地域(ZSN)と呼ばれる一帯で始まった。アメリカの支援を受けたUPAは民族自決を掲げ、15世紀以来の植民地支配に反旗を翻した。ポルトガル政府は、サラザール政権を含め、それまで一貫して支配の正当性を多民族の融合や現地人の文明化、ルゾ・トロピカリズモに求め、それにより植民地と国民を統合していたので、これに真っ向から否定したことになる。ポルトガル政府にとって、「植民地帝国」としての威信は守られなければならないものだった。
ここで注意すべきは、ポルトガル領アフリカ植民地では、教育を受けた現地人が軍の専門職や、行政府、教育、衛生機関、官僚、および民間企業において、かなり高い地位に就くことが認められていたことである。加えて、植民地化の初期から、ポルトガル人と現地人の通婚はかなり一般的で、珍しくないことだった。初等および中等教育、また技術教育は広められていて、ポルトガル人だけでなく、現地人にもその門戸はかなり広く開かれていたのである。この政策の実際例として、独立運動や植民地戦争における主要な位置を占めることになるアフリカ人は、皆現地の学校や、あるいはポルトガル本土の学校や大学で教育を受けていた。サモラ・マシェル、マリオ・ピント・デ・アンドラーデ、マルセリーノ・ドス・サントス、エドゥアルド・モンドラーネ、アゴスティニョ・ネト、アミルカル・カブラル、ジョナス・サヴィンビ、ジョアキン・アルベルト・シサノ、グラサ・マシェルなどがそれにあたる。1960年代のポルトガル植民地にあった大きな国立大学は二つあり、ひとつはアンゴラのルアンダ大学、もうひとつはモザンビークのロレンソ・マルケス大学である。同時代にポルトガル本土にあった国立大学は四つでしかなく、うち二つは首都リスボンにあった（現在のポルトガルの国立大学数は14校）。ポルトガルの社会では、伝説的サッカー選手であるエウゼビオ（ポルトガル領東アフリカ出身）を含め、多数の人物が同化・融合政策により活躍していた。
アフリカでの共産主義と反植民地主義の拡大にしたがい、多くの非合法政治組織が、祖国独立を求めて設立された。反ポルトガル、反植民地主義プロパガンダがなされるようになったものの、アフリカ植民地では依然として、ポルトガル人（ポルトガル系アフリカ人）あるいは混血の住民に優位な政策や発展計画が為されており、現地人の利益にはほとんど還元されなかった。ゲリラ組織の公式声明によれば、このような状況が、国家による分断と社会的困難に苦しむ現地人の多数を突き動かした。大部分の現地人は、技能の向上や、経済的・社会的地位のための機会や財産を、ポルトガル人と同じように享受することはできなかった。統計的に、ポルトガル植民地では確かに白人の方が、多くの現地人よりも豊かであり、教育機会にも恵まれていた。
1961年、コンゴに拠点を置くUPAが国境を越えてアンゴラ北部に侵攻、白人1,000人、黒人6,000人を虐殺した。これにはアメリカ政府が関与していた。ポルトガルの植民地戦争の勃発である。ケネディ大統領はこの後にアメリカ領事館を通じ、サラザール首相へ植民地の速やかな放棄を通告した。また「アブリラーダ」として知られる、アメリカの支援を受けたクーデターが、エスタド・ノヴォ体制転覆を狙って発生したが、これは失敗し、かえってサラザール政権の権力を強めることになり、結局、虐殺の報復としてアンゴラに軍が送られた。ポルトガルは戦争に伴って、動員兵力を急速に増し、独裁政権下において重度に軍国化した政策を施した。全ての男子は3年間の兵役義務に就き、その多くが海外州での戦闘区域に展開されるべく召集された。これは植民地戦争の終結する1974年まで続いたが、アフリカ系国民の兵力投入は顕著で、活動部隊の半数にまで及んだ。1970年代のはじめまでに、このような状況はポルトガルの軍事的能力の限界に達していたが、この段階で既に戦争は政府軍の勝利がほぼ確定していた。戦争後期に入って軍事的脅威は縮小し、アンゴラとモザンビークへの移民が実際には増加している。
ゲリラとの戦闘はアンゴラではほぼ終息し、ギニア（ポルトガル領ギニア）では総力戦に近い状況となったが、地域の支配権は依然としてポルトガル軍の側にあった。モザンビークでは北部での戦況が悪化している。研究者によれば、アメリカはこの時点でポルトガルのアフリカ支配を確実なものとして見ていた。カーネーション革命の発生はこれを覆し、アパルトヘイト政策を実施する南アフリカは、慌てて軍事介入に踏み切り、後のアンゴラ侵攻の原因となった。
ポルトガルは、他の植民地帝国に比して、より長い期間アフリカに君臨していたために、現地人勢力と強固な関係を築いていた。そのため、ゲリラとの戦いは終始有利に進んでいた。このような状況により、アメリカは反体制派への支援を早々に打ち切ってしまう。
ソ連は、世界の他の地域では軍事的勝利を収めてきたものの、この地域では成果を得ることができず、劇的な戦略の展開を打ち出した。当該地域でなく、ポルトガル本国に焦点を合わせたのである。死傷者の増加と、経済的格差の増大により国民の不満が高まる中、軍部の青年将校らは、容易に共産主義思想に影響された。1974年前半、独立ゲリラは分断され、中心部から遠く離れた僻地に追いやられていた。ポルトガル軍はアンゴラ、モザンビークの全ての都市、町村を確保しており、人種を問わず住民を軍事的脅威から守っていた。安全かつ平常な状況が、ポルトガル植民地で保たれていた。唯一の例外はポルトガル領ギニアで、アフリカ大陸における最小のポルトガル植民地である同地の独立ゲリラは、隣国のギニア共和国とセネガルの強力な支援を受け、かなりの戦果を収めていた。
共産主義の影響を受けた軍将校の一派は、後にカーネーション革命と呼ばれるクーデターを1974年4月25日リスボンで起こし、政府を打倒した。これは政治と経済の混乱を生んだが、各種改革が行われ数年で政情は安定、民主化が行われ、1986年にはEUに加盟。高水準の政治経済の安定を得るに至る。

### アンゴラ

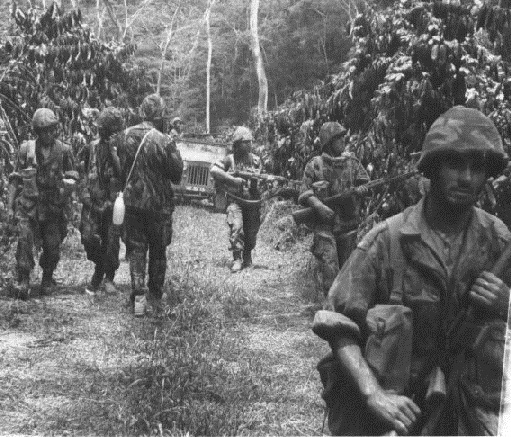
アンゴラに展開するポルトガル軍

アンゴラ海外州の紋章（-1975年）

ポルトガル領アンゴラでは、アンゴラ人民同盟（UPA。後にアンゴラ民族解放戦線、FNLAと改称）が北部で反乱を開始した。1961年2月4日、アンゴラ解放人民運動（MPLA）がルアンダの刑務所に襲撃をかけ、警察官7人が死亡。1961年3月15日、UPAが白人系住民と黒人系労働者の虐殺をはじめる。この地域は大規模な軍事作戦によって奪還されたが、ゲリラ活動の他の地域への拡大を止めるには至らず、カビンダ州や東部地方、南西地方、中央高原地帯に飛び火した。ポルトガル軍のアンゴラでの反乱鎮圧作戦は、植民地戦争全体の中でも、最も成功した。様々な理由はあるが、1974年までにポルトガル軍はアンゴラで確実に勝利を収めた。アンゴラはアフリカの国の中で比較的大きく、ゲリラが、隣国にある安全な避難所に逃れるのには長い距離を移動せねばならない。アンゴラの中心部にある都市圏から、コンゴやザンビアまでは遠く、アンゴラの東部はポルトガル語で「Terras do Fim do Mundo（＝世界の果て）」とまで呼ばれる。別の要因として、3つあった独立ゲリラの組織（FNLA、MPLA、UNITA）が、互いに反目し、戦闘を行っていたことも挙げられる。戦略もまた功を奏した。フランシスコ・ダ・コスタ・ゴメス将軍は、戦争を軍だけでなく、関係する民間組織とも共闘して行うという姿勢で、対ゲリラ鎮圧作戦を成功に導いた。また、他の戦線と違い、ポルトガルは南アフリカ共和国の支援をアンゴラでの作戦中に受けることができた。

### ギニアビサウ

ギニア海外州の紋章(-1975年)

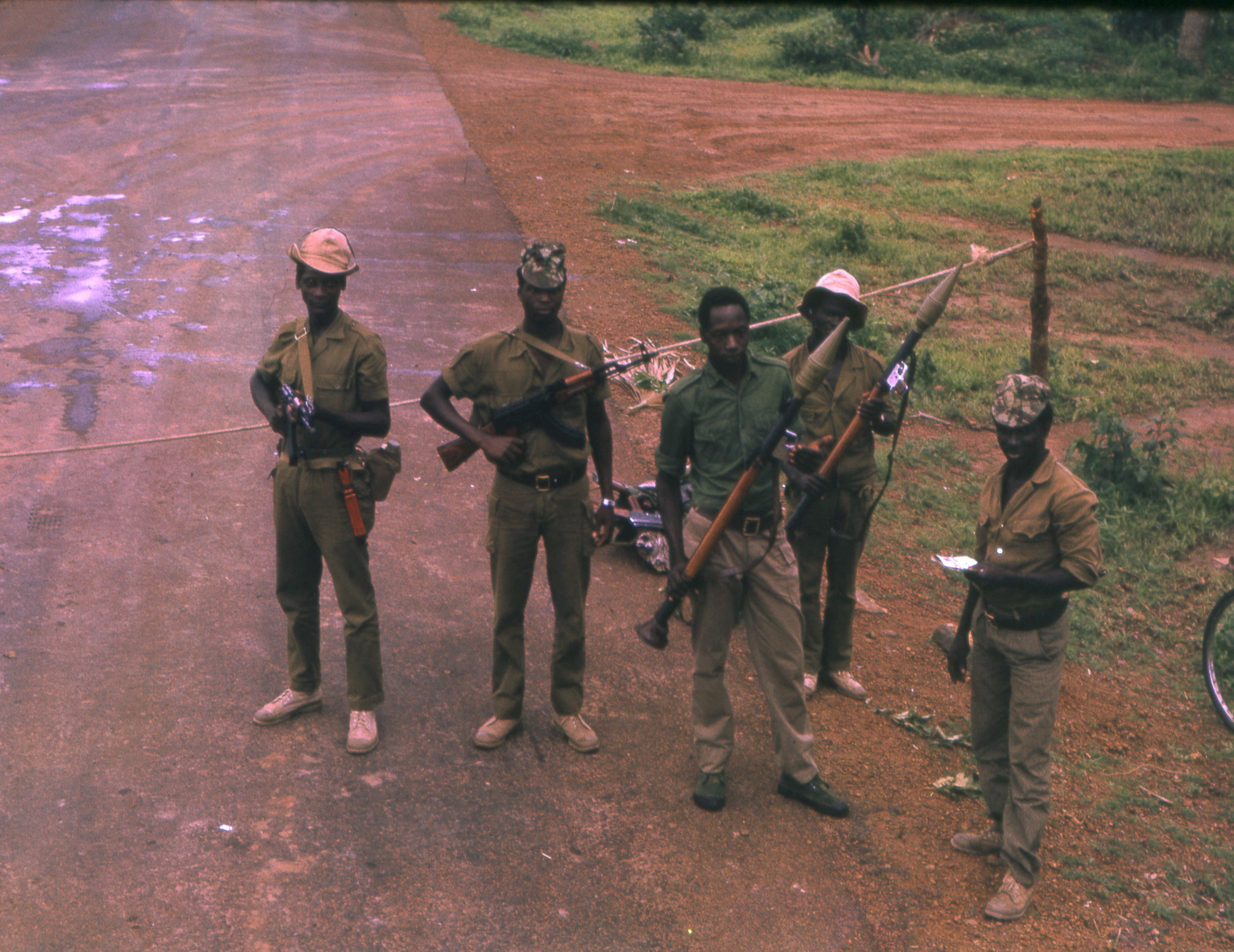
PAIGCの検問（1974年）

ポルトガル領ギニアでは、マルクス主義のギニア・カーボベルデ独立アフリカ党（PAIGC）が1963年1月に戦闘を開始した。
PAIGCのゲリラは首府ビサウの南西に位置するティテにあったポルトガル軍司令所を襲撃、反乱は植民地全土に広がり、ポルトガル軍の断固たる反撃が必要となった。ギニアビサウでの戦争はPAIGCの指導者アミルカル・カブラルと、現地の作戦責任者アントニオ・デ・スピノラ将軍の対決となった。1965年、戦争は東部にまで広がり、同年PAIGCは、小規模なゲリラ組織であるギニア独立解放戦線（FLING）が活動中だった、北部地域への侵攻を行う。この頃、PAIGCは東側諸国、とくにキューバからの軍事的援助を受けるようになっており、これは戦争の終結まで続いた。
ギニアビサウでの戦争では、はじめポルトガル軍は守勢に回り、既に保持している都市を防衛することしかできなかった。これは特に陸軍にとっては困難な状況で、都市部から離れれば、すぐさまPAIGC軍に攻撃されるというのが常であった。PAIGCが勢力を伸ばすに従い、ポルトガル軍の士気は下がっていった。PAIGCは、比較的短い期間でポルトガルから支配権を奪うことに成功しているが、ギニアビサウが比較的小さな面積しか持たなかったことも要因の一つである。他の植民地と違い、小規模な部隊しかなかったギニアのポルトガル軍の作戦展開は遅々として進まなかった。1960年代の後半になって、スピノラ将軍によって行われた軍の改革が、ギニアビサウでの反乱鎮圧作戦に改善を見せ始めた。海軍の上陸作戦の実施により、特殊海兵部隊が投入され、未発達で湿地の多いギニアビサウでの機動力の問題を解決。特殊海兵隊は軽装備で、折りたたみ式のm/961(G3)ライフルと、37ミリロケットランチャー、さらにH&K HK21のような軽機関銃を装備し、沼地の多い土地での機動力を高めていた。1970年、ポルトガルはセク・トゥーレ政権の打倒を狙って"緑海"作戦（Operação Mar Verde）を実行。目的は、ギニア・コナクリでクーデターを起こし、PAIGCの海・空兵器を破壊、さらにアミルカル・カブラルを捕え、ギニア内のポルトガル人捕虜を解放することであった。作戦は失敗したが、捕虜の解放と、PAIGCの船舶破壊は成功した。ナイジェリアとアルジェリアがギニアへ援助を申し入れ、ソ連も西アフリカの警護を名目に、戦艦を派遣した。目的はポルトガル軍のさらなる攻撃作戦の牽制だった。
1968年から1972年の間、ポルトガル軍は攻勢を強め、PAIGCの拠点を攻撃した。またこの頃、ポルトガル軍は従来にない手段を反乱鎮圧に採用し始め、独立ゲリラ組織に対し政治組織の分断を図った。この戦略は1973年のアミルカル・カブラルの暗殺という形で実を結んだ。しかしそれでも、PAIGCは勢力を増し続け、ポルトガル軍に対して猛攻を加えている。この傾向はPAIGCがソ連から重対空砲や、9K32などの対空兵器の提供を受けるようになってから一層顕著になり、ポルトガルの空軍戦略において大きな脅威となった。
ギニアビサウでの戦争は、「ポルトガルのベトナム戦争」と称された。PAIGCの兵士はよく訓練され、指揮官も有能だった。加えて、隣国のセネガルとギニアにある、安全な避難所で十分な補給を受けることもできた。ギニアのジャングルはPAIGCの同盟者との国境に近く、このことは、国境を越えて攻撃と補給を繰り返すゲリラたちにとって、戦術上かなり有利に働いた。逆にポルトガルにとっては、アンゴラやモザンビークにおけるローデシアや南アフリカに相当する友好国が存在せず孤立無援であった。
ギニアビサウはPAIGCゲリラ、ポルトガル軍双方が、植民地戦争中で最も苛烈に戦ったため、損害も最も多かった。そのため、1960年代から1970年代はじめにかけ、アンゴラやモザンビークと異なって経済成長率は伸び悩み、社会経済的政策の効果も発揮できなかった。

### モザンビーク

モザンビーク海外州の紋章（-1975年）

ポルトガル領モザンビークでの独立戦争は最も遅く始まった。独立ゲリラを率いたのはマルクス・レーニン主義のモザンビーク解放戦線（FRELIMO）である。ポルトガルに対しての最初の攻撃は1964年9月24日(または8月21日)、カボ・デルガード州チャイで行われた。戦闘はやがてニアッサ州、中部のテテ州にまで広がる。11月16日、北部のシラマ地方での戦闘においポルトガル軍ははじめて敗北する。その頃には、独立ゲリラの勢力は相当に大きなものになっていた。モザンビークには少数のポルトガル軍部隊しか存在しなかったため、FRELIMOの拡大を許すことになった。ポルトガル軍は南部へと撤退をはじめ、マラウイからの援助を受けられるテテ州のメポンダやマンディンバといった街を目指した。
1967年までFRELIMOはテテ州に関心を示さなかった。FRELIMOは北端にあるふたつの州に目を向けていた。ニアッサ州を獲得することで、ザンベジアとの回廊を作ることに狙いがあった。1970年4月まで、FRELIMOの軍事活動は着々と増していった。主な活動領域はカボ・デルガードで、サモラ・マシェルが指揮を執っていた。モザンビークでの戦争は、ローデシアの大々的な介入を受け、ポルトガル軍の援助のみならず、単独でも作戦が行われた。1973年まで、植民地の大部分はポルトガルの支配下にあった。1970年、ポルトガル軍のカウルザ・デ・アリアガ准将による、"ゴルディオスの結び目"作戦（Operação Nó Górdio）が実行される。モザンビーク北部のゲリラ基地を破壊するという内容だった。議論の分かれるところであるが、歴史家や戦術家は、この作戦は失敗であったとみており、さらにポルトガル軍への状況を悪化させたともいわれる。しかし一方で、この作戦にかかわった双方の将校、部隊、立案者、それもFRELIMO側の高官にも、この作戦はポルトガル軍の圧倒的な勝利として述べられてもいる。しかしそれでも、マルセロ・カエターノ首相により、アリアガは更迭された。これはリスボンにおいて革命が起こる直前のことだった。アリアガの失脚は、おそらく政権から反乱を疑われたことが原因だろう。
テテ州のカオラ・バッサダムの建設には、多くのポルトガル軍部隊（モザンビーク駐留部隊の半数近く）が駆り出されていたが、このダムの建設計画はFRELIMOの攻撃の対象となり、FRELIMOはたびたび攻撃を仕掛けては失敗した。1974年にはFRELIMOにより、ヴィラ・ペリー（現シモイオ）への迫撃砲攻撃が行われた。ヴィラ・ペリーは大都市であり、これがFRELIMOの最初で最後の都市攻撃だった。

### 主な反乱鎮圧作戦
- 緑海作戦 (Operação Mar Verde)
- ゴルディオスの結び目作戦（英語版） (Operação Nó Górdio)

### アフリカ統一機構の役割
1963年5月に設立されたアフリカ統一機構（OAU）は、その第一目的をアフリカの国家間の協力と、アフリカ人同士の結束を高めることに置いていた。また、もうひとつの重要な目的として、アフリカにおける植民地主義の根絶を目指していた。OAUは国連の安全保障理事会に、ポルトガル植民地が置かれている状況を訴えた。OAUはダルエスサラームにてアフリカの解放組織を支援する委員会を立ち上げ、これにはエチオピア、アルジェリア、ウガンダ、エジプト、タンザニア、ザイール、ギニア、セネガル、ナイジェリアが参加した。委員会の支援として、軍事訓練と武器の供給が行われた。またOAUはFNLAによって組織された、アンゴラ亡命革命政府（GRAE）の正統性を世界に発信する活動も行った。これらの支援は、1967年からMPLAとその指導者アゴスティニョ・ネトにも行われ、1972年11月には、両組織が統合を行えるよう、承認を行った。1964年、OAUはPAIGCをギニアビサウおよびカボ・ベルデの代表国として承認し、1965年にはFRELIMOをモザンビークとして承認している。